# Brisco
Brisco (oorspronkelijk: Birksceugh) is een plaats in het Engelse graafschap Cumbria met ooit 323 inwoners (1870-72). Het is een van de vijf buurtschappen van de civil parish St Cuthbert Without en ligt vijf kilometer ten zuiden van Carlisle. Het dorp bestaat voornamelijk uit lintbebouwing. De oppervlakte van Brisco bedraagt 792 hectare.
Brisco behoorde samen met de gehuchten Carleton en Harraby tot het landgoed Botchergate, dat eigendom van de priorij van Carlisle was. In 1894 werden deze dorpen in de civil parish Botchergate opgenomen, om in 1912 in Groot-Carlisle op te gaan.

## Economie
De belangrijkste inkomstenbron in Brisco is landbouw. Tot ze in 1934 aan de bewoners werden aangeboden, behoorden alle boerderijen tot de Woodland estate. In de plaatselijke steenfabriek werken arbeiders van buiten het dorp.
In 1829 werd melding van een weverij van calicot in Brisco gemaakt; er bestond tevens een ijzersmederij van 1846 tot 1899.
Gedurende enige jaren had Brisco een spoorwegstation aan de in 1846 geopende Lancaster and Carlisle Railway. Het station werd echter niet rendabel bevonden en al in 1852 gesloten.

## Bezienswaardigheid
Van de St Ninian's Well wordt vermoed, dat rond het jaar 400 bisschop Ninianus er christenen heeft gedoopt. De oude waterput is rond 1830-1840 herbouwd in opdracht van Sarah Losh, eigenares van het Woodland estate. Een toen aangebrachte inscriptie is nu niet meer zichtbaar.